# Superpuchar Polski 1987
La 2ª edizione della Supercoppa di Polonia  si è svolta il 2 agosto 1987, dopo 4 anni di stop. Allo Stadion Miejski di Białystok si scontrano il Górnik Zabrze, vincitore del campionato e lo Sląsk Wrocław, vincitore della coppa nazionale.
A vincere il trofeo è stato il Sląsk Wrocław.

## Tabellino
| Białystok 2 agosto 1987                              | Górnik Zabrze | 0 – 2              | Śląsk Breslavia | Stadion Miejski (12.000 spett.) |
| \| \| \| \| \| \| Marcatori \| 23’, 55’ Marciniak \| |               |                    |                 |                                 |
|                                                      |               |                    |                 |                                 |
|                                                      | Marcatori     | 23’, 55’ Marciniak |                 |                                 |